# Eumops chiribaya
Eumops chiribaya — вид родини Молосові (Molossidae), ссавець ряду лиликоподібні (Vespertilioniformes, seu Chiroptera).

## Етимологія
Видовий епітет chiribaya дано на честь культури Чірібая (900-1350 н.е.).

## Морфологія
Середнього розміру, з довжиною голови і тіла 82 мм, довжина передпліччя 61,1 мм, довжина хвоста 52 мм, довжина стопи 13,5 мм, довжина вух 25,7 мм і вагою до 20,3 грама.
Шерсть довга і м'яка. Спинна частина буро-оливкова з основою волосся білого кольору, а черевна частина трохи світліша. Морда безволоса, губи гладкі або злегка вкриті вибоїнами. Ніс чорнуватий. Вуха великі, округлі, чорнуваті й приєднані на основах над головою. Ступні чорнуваті. Хвіст довгий, присадкуватий, чорнуватий.

## Середовище проживання
Цей вид відомий тільки за самицею, захопленою в 2010 році в південній частині Перу. Живе в прибережних пустелях.

## Життя
Харчується комахами.